# Zugangserschwerungsgesetz
Das Gesetz zur Erschwerung des Zugangs zu kinderpornographischen Inhalten in Kommunikationsnetzen (kurz Zugangserschwerungsgesetz – ZugErschwG) sollte den Zugang zu Webseiten in Deutschland erschweren, die pornografische Darstellungen sexueller Handlungen von und an Kindern (Kinderpornografie) enthalten.
Das in der Öffentlichkeit und bei Fachleuten stark umstrittene Gesetz trat 2010 in Kraft und sollte befristet bis 2012 gelten, wurde de facto aber nicht angewendet und im Dezember 2011 bereits vorzeitig wieder aufgehoben.

## Inhalt des Gesetzes

Entwurf eines Stoppschildes, das beim Aufruf gesperrter Webseiten mit kinderpornografischem Inhalt angezeigt werden sollte

Vorgeschrieben war, dass das deutsche Bundeskriminalamt (BKA) eine Sperrliste führt. Auf dieser Liste sollten Domains, IP-Adressen und URLs von Webseiten, die Kinderpornografie gemäß § 184b StGB enthalten oder verlinken, indiziert werden. Dies sollte geschehen, wenn deren Löschung nicht oder nicht in angemessener Zeit erwirkt werden kann. Content-Anbieter und Hoster der inkriminierten Webseiten sollten über die Indizierung benachrichtigt werden. Zugangsprovider mit mehr als 10.000 Kunden sollten die Sperrliste erhalten und gesetzlich dazu verpflichtet werden, den Zugriff auf die in der Sperrliste indizierten Schriften mindestens auf der DNS-Ebene zu sperren, auf ein vom BKA gestaltetes „Stoppschild“ umzuleiten und dem BKA eine anonymisierte Zugriffsstatistik zu übermitteln.
Eine Strafverfolgung allein wegen des Aufrufs einer gesperrten Webseite bzw. Domain war nach § 5 ZugErschwG untersagt.
Das BKA sollte die Begründung der Sperrung durch tatsächliche Kinderpornografie dokumentieren und von einem vom Bundesdatenschutzbeauftragten berufenen Expertengremium – bestehend aus fünf Personen, wobei die Mehrheit die Befähigung zum Richteramt haben muss – vierteljährlich stichprobenartig kontrolliert werden.

## Geschichte des Gesetzes

### Initiator Ziercke
Am 27. August 2008 gab der Präsident des deutschen Bundeskriminalamts, Jörg Ziercke, auf einer Pressekonferenz zur organisierten Kriminalität im Beisein von Kinderschutz- und Kinderrechtsorganisationen bekannt, dass er eine Diskussion über eine gesetzliche Grundlage, um Provider zu Internetsperren verpflichten zu können, anstoßen möchte.

### Verfechterin von der Leyen
Diese Diskussion wurde von Familienministerin Ursula von der Leyen im November 2008 bei der Vorbereitung des III. Weltkongresses gegen die sexuelle Ausbeutung von Kindern und Jugendlichen mehrerer internationaler Organisationen in Rio de Janeiro aufgegriffen. Die Kongressmitglieder empfahlen in ihren Überlegungen für die weitere Vorgehensweise in Europa die Entwicklung eines Verhaltenskodex und gemeinsamer Richtlinien der Internetdiensteanbieter, die Einrichtung nationaler Datenbanken, eine enge Zusammenarbeit mit Interpol und die Einrichtung spezialisierter Ermittlungseinheiten.
Im Januar 2009 gab Ursula von der Leyen bekannt, dass sie in Zusammenarbeit mit dem Bundeskriminalamt und den großen deutschen Internetprovidern kinderpornografische Inhalte filtern lassen will. In mehreren anderen Ländern existierten bereits ähnliche Sperrlisten. Das Bundeskriminalamt sollte hierbei eine Liste mit zu filternden Seiten erstellen und an die Provider übermitteln, die dann für die Sperrung sorgen sollten.

### Vertrag mit Providern als Vorstufe
In einem ersten Schritt schloss die damalige Bundesregierung am 17. April 2009 im Presse- und Informationsamt der Bundesregierung mit fünf großen Internetprovidern Verträge zur „Erschwerung des Zugangs zu kinderpornografischen Inhalten im Internet“ ab. Sie waren bis Ende 2010 befristet. Die unterzeichnenden Unternehmen hatten eine dreimonatige Kündigungsfrist. Die Haftung für möglicherweise zu Unrecht gesperrte Seiten sollte das Bundeskriminalamt tragen.
Internetangebote sollten von den Providern nach einer täglich aktualisierten Liste des Bundeskriminalamts blockiert werden. Die Veröffentlichung des Vertragstextes gemäß dem Informationsfreiheitsgesetz wurde seitens des Bundeskriminalamts verweigert. Begründet wurde dies mit einer dadurch entstehenden Gefährdung der öffentlichen Sicherheit und dem Schutz der Urheberrechte der betroffenen Internetprovider.
Die freiwilligen Vertragsunterzeichner waren die Deutsche Telekom, Vodafone/Arcor, Telefónica Germany, Kabel Deutschland und HanseNet/Alice. Andere Provider wie zum Beispiel 1&1 lehnten die außergesetzliche Regelung zunächst wegen rechtlicher Bedenken ab.
Der Internetprovider Manitu boykottierte die Verträge ebenfalls und kündigte an, bei einem entsprechenden Gesetz mit Berufung auf Artikel 5 Absatz 1 des Grundgesetzes für die Bundesrepublik Deutschland bis zum Bundesverfassungsgericht klagen zu wollen.
Die Umsetzung des vollautomatischen Sperrverfahrens verspätete sich im April schon um voraussichtlich ein halbes Jahr wegen „technischer Probleme“.

### Gesetzentwurf
Um weitere Provider abzudecken und um den Providern Rechtssicherheit zu garantieren, wurde darüber hinaus noch das versprochene Gesetz auf den Weg gebracht, das auch in einer Online-Petition beim Deutschen Bundestag von 326 Unterzeichnern gefordert worden war. Mit dem Gesetz zur Bekämpfung der Kinderpornografie in Kommunikationsnetzen sollten die großen Provider in Deutschland verpflichtet werden, den Zugang zu vom Bundeskriminalamt vorgegebenen Seiten mit strafbaren Inhalten zu erschweren. Ein entsprechender Gesetzentwurf wurde am 22. April 2009 vom Bundeskabinett gebilligt.
Für das Gesetz zur Bekämpfung der Kinderpornografie in Kommunikationsnetzen sollten Teile des Telemediengesetzes und des Telekommunikationsgesetzes geändert werden.
Die Internetanbieter wurden im Gesetz verpflichtet, die vom Bundeskriminalamt erstellten Sperrlisten geheim zu halten. Entsprechend einer nachträglichen Änderung des Gesetzentwurfs unter Justizministerin Brigitte Zypries sollten Zugriffsversuche auf diese Seiten auch zeitgleich protokolliert und zu Strafverfolgungszwecken genutzt werden können.

### Meinungsumfragen
Um das Gesetzesvorhaben der Bundesregierung zu unterstützen, gab die Deutsche Kinderhilfe im Mai 2009 eine Umfrage bei Infratest dimap in Auftrag, aus der hervorging, dass etwa 92 Prozent der Befragten die Sperrung von Webseiten befürworten würden.
Die Art der Fragestellung wurde jedoch als manipulative PR-Aktion der unionsnahen Kinderhilfe kritisiert. Der Verein MissbrauchsOpfer Gegen InternetSperren gab daraufhin ebenfalls eine Umfrage zum gleichen Thema und beim gleichen Meinungsforschungsinstitut in Auftrag, wobei die Fragen anders formuliert waren. Sie fragte, ob alleine die Zugangserschwerung ausreiche oder alternativ Strafverfolgung und Löschung erforderlich seien. Im Ergebnis dieser zweiten Umfrage sprachen sich mehr als 90 Prozent der Teilnehmer gegen eine alleinige Sperrung von Webseiten aus und befürworteten stattdessen eine konsequente Löschung der Webseiten sowie die strafrechtliche Verfolgung der Betreiber.
Laut Richard Hilmer, dem Geschäftsführer des Meinungsforschungsinstituts Infratest dimap, widersprächen sich die beiden Umfragen aber nicht. Die erste Umfrage habe ermitteln wollen, ob es eine Zustimmung der Bevölkerung zum Gesetzesentwurf gab, und die zweite Umfrage, ob sich die Bürger für weitergehende Alternativen aussprechen. Seiner Meinung nach bedeute dies nicht, dass es keine Mehrheit für die Sperrung von Internetseiten gibt, sondern nur, dass von der Mehrheit der Bevölkerung jede Maßnahme gegen Kinderpornografie begrüßt wird.

### Haltung des Koalitionspartners SPD
Die damalige Bundesministerin der Justiz, Brigitte Zypries, hatte 2009 vor Einführung des § 5 ZugErschwG mit dem falschen Argument, der Versuch des Erwerbes von Kinderpornographie sei schon strafbar, zudem für eine Protokollierung und Weitergabe der anfallenden Daten an das Bundeskriminalamt plädiert. Dagegen hatte der Online-Beirat der SPD sich noch kurz vor der Abstimmung entschieden gegen das Gesetz ausgesprochen.

### Jugendpornographie
Einige Politiker, wie zum Beispiel der niedersächsische Innenminister Uwe Schünemann, forderten bereits ausdrücklich, die im Zugangserschwerungsgesetz vorgesehenen Sperren auf Jugendpornografie auszuweiten.

### Beschluss und Nichtumsetzung
Am 18. Juni 2009 beschloss der Bundestag per namentlicher Abstimmung das Zugangserschwerungsgesetz. Von den Regierungsfraktionen CDU/CSU und SPD gab es eine bzw. drei Gegenstimmen; die Fraktionen von FDP und Linken stimmten geschlossen ohne Enthaltung gegen den Entwurf. Etwa zwei Drittel der Grünen stimmten gegen den Entwurf. In der politischen Berichterstattung wurde jedoch aufmerksam registriert, dass sich mit 15 Abgeordneten etwa 30 % der Grünen entgegen dem Votum der Fraktion verhalten und sich der Stimme enthalten hatten, weil einerseits „Kinderpornografie […] eine der widerlichsten Formen von Kriminalität“, andererseits Kritik an rechtsstaatlichen und technischen Mängeln des Gesetzes berechtigt sei, so die Enthalterinnen um Priska Hinz und unter anderem Katrin Göring-Eckardt in ihrer persönlichen Erklärung. Der langjährige netzpolitische Sprecher der SPD-Fraktion Jörg Tauss trat aus Protest gegen das Abstimmungsverhalten seiner Partei zu den PIRATEN über und wurde somit für kurze Zeit deren erstes MdB.
Wolfgang Schäuble räumte im Oktober 2009 handwerkliche Fehler beim Zugangserschwerungsgesetz ein und erklärte, das Gesetz sei im Endspurt des Wahlkampfes (Bundestagswahl 2009) auch deshalb entstanden, um die CDU gegenüber anderen Parteien abzusetzen.
Im Rahmen der Koalitionsverhandlungen 2009 beschlossen Union und FDP, die Internetsperren zunächst auszusetzen und stattdessen eine Löschung von Kinderpornos anzustreben.
Der deutsche Bundespräsident Horst Köhler verweigerte seine Unterschrift unter dem Gesetz. Vor einer Entscheidung darüber, ob er das Gesetz unterzeichnet oder nicht, bat er die Bundesregierung um „ergänzende Informationen“.
Mitte Dezember 2009 erklärte die SPD, sich nunmehr gegen Internetsperren einzusetzen und das Zugangserschwerungsgesetz aufheben zu wollen. Mit der Argumentation „Netzsperren helfen nicht und lenken von den eigentlichen Problemen ab“ erklärte die SPD einen Meinungswandel und schloss sich den Argumenten der Sperrgegner an. Internetsperren seien „ineffektiv, ungenau und ohne weiteres zu umgehen. Sie leisten keinen Beitrag zur Bekämpfung der Kinderpornographie und schaffen eine Infrastruktur, die von vielen – zu Recht – mit Sorge gesehen wird.“ Die Politik der ehemaligen Familienministerin Ursula von der Leyen sei „populistisch“ gewesen und die von ihr forcierten Sperrverträge des Bundeskriminalamts mit Internet-Providern „offensichtlich rechtswidrig“.
Am 17. Februar 2010 unterzeichnete Köhler das Gesetz, da „keine durchgreifenden verfassungsrechtlichen Bedenken“ bestanden hätten, die ihn an der Ausfertigung gehindert hätten. Am 22. Februar wurde das Gesetz im Bundesgesetzblatt veröffentlicht. Es trat am 23. Februar 2010 in Kraft. Das Bundeskriminalamt wurde daraufhin vom Bundesministerium des Innern durch einen Erlass angewiesen, dennoch keine Sperrlisten zu erstellen.

### Verfassungsbeschwerde
Am 22. Februar 2011 hatten vier Netzaktivisten Verfassungsbeschwerde gegen das Gesetz erhoben. Am 29. März 2011 erklärte das Bundesverfassungsgericht die Beschwerde wegen unzureichender Begründung für unzulässig.

### Aufhebung des Gesetzes
Das ZugErschwG war probeweise befristet bis Ende 2012. 2011 wurde aber von der SPD ein Gesetzentwurf zur vorzeitigen Aufhebung eingebracht. Die Anordnung, das Gesetz gar nicht anzuwenden, war nach Ansicht der SPD ein Verstoß gegen den in Artikel 20 des Grundgesetzes festgeschriebenen Grundsatz des Vorrangs des Gesetzes, das nicht durch einfache Verwaltungsvorschrift außer Kraft gesetzt werden dürfe. Zur Beseitigung dieses verfassungswidrigen Zustandes sei die Aufhebung geboten.  Zwar wurde der SPD-Vorstoß von der Regierungsmehrheit im Bundestag abgelehnt, wenig später drängte die FDP, die im Koalitionsvertrag dem Gesetz noch zugestimmt hatte, nun im Koalitionsausschuss jedoch auch auf Aufhebung des Gesetzes. Am 5. April 2011 wurde diese dort dann vereinbart. Sechs Wochen später, am 25. Mai 2011, brachte das Kabinett Merkel II ein Gesetz auf den Weg, mit dem das Sperrgesetz endgültig aufgehoben werden sollte. Künftig sollten die Seiten gelöscht statt gesperrt werden. Am 1. Dezember 2011 verabschiedete der Deutsche Bundestag das Gesetz zur Aufhebung von Sperrregelungen bei der Bekämpfung von Kinderpornographie in Kommunikationsnetzen. Das Aufhebungsgesetz wurde am 28. Dezember 2011 verkündet. Mit Wirkung zum 29. Dezember 2011 wurde das Zugangserschwerungsgesetz aufgehoben.

## Aspekte des Gesetzes

### Beschränkung der Sperrlisten auf große Provider
Um eine öffentliche Bekanntmachung der Sperrliste möglichst zu vermeiden, sollte der Zugang dazu beschränkt werden. Dieser Logik folgend wurden nur große Provider zur Einrichtung der Sperren verpflichtet. Genauer waren dies Kommunikationsnetze mit mehr als 10.000 Teilnehmern. In der Begründung zum Entwurf war zu vernehmen, dass alle staatlichen Einrichtungen wie Universitäten oder Bibliotheken aus ebendiesem Grunde von den Sperrungen ausgenommen werden sollten.
Ganz abgesehen von diesen Ausnahmen ist von den Sperren in der Hauptsache das World Wide Web betroffen. Weitere Kanäle zum Informations- und Datenaustausch wie E-Mail, Peer-to-Peer-Netzwerke und das Usenet hätten im Einzelfall als Kollateralschaden betroffen sein können.

### Umgang mit Abrufdaten
Das ursprünglich geplante Gesetz sah auch vor, versuchte Aufrufe gesperrter Domains von den Providern protokollieren und auf Anforderung an die zuständigen Strafverfolgungsbehörden weitergeben zu lassen (§ 8a Abs. 5).
Zusätzlich zu dieser Datenerhebung sah § 8a Abs. 6 des Gesetzentwurfes „Erschwerung des Abrufs von Kinderpornographie in Kommunikationsnetzen“ vor, dass „Diensteanbieter dem Bundeskriminalamt wöchentlich eine anonymisierte Aufstellung über die Anzahl der Zugriffsversuche pro Stunde auf die in der Sperrliste aufgeführten Telemedienangebote“ übermitteln sollten.

### Richterliche Überprüfung
Eine unabhängige Überprüfung der Sperrlisten durch Richter, Kontrollkommissionen oder ähnliche Instanzen war in dem ersten Gesetzesentwurf nicht vorgesehen. Später wurde sie dem Bundesbeauftragten für Datenschutz und Informationsfreiheit beigeordnet, der diese Aufgabe aber gar nicht übernehmen wollte.

## Opposition gegen das Gesetzesvorhaben
Am 22. April 2009 wurde von Franziska Heine eine Online-Petition gegen das Sperrgesetz beim Deutschen Bundestag eingereicht. Sie konnte vom 4. Mai 2009 an mitgezeichnet werden. Interessierte Bürger konnten sich auf diesem Wege bis zum 16. Juni 2009 gegen das Gesetzgebungsvorhaben aussprechen. Die Hauptpetentin bekannte sich im Petitionstext klar zum Kampf gegen den Missbrauch an Kindern, stellte aber zugleich die Sperrung von Webseiten als ein ungeeignetes Mittel im Kampf gegen Kinderpornografie dar und forderte daher den Bundestag auf, das geplante Gesetz abzulehnen. Die Vorgehensweise sei undurchsichtig und unkontrollierbar, zudem bedeute sie eine Gefährdung des Grundrechtes auf Informationsfreiheit (GG Art. 5). Bereits am 8. Mai 2009 hatten sich für die Petition die für eine öffentliche Beratung der Petition und Anhörung der Petentin benötigten 50.000 Mitzeichner gefunden. Am 28. Mai wurde die Schwelle zu 100.000 Mitzeichnern überschritten und am 16. Juni, dem letzten Mitzeichnungstag, stieg die Zahl auf 134.014 Mitschriften. Damit wurde die Petition zur bis dato meistunterzeichneten Online-Petition in der deutschen Geschichte. Um den Petitionsdienst des Bundestages zu entlasten und dennoch für Interessierte einen Einblick in die weitere Entwicklung der Petition zu schaffen, wurden zahlreiche Ad-hoc-Webdienste geschaffen, zum Beispiel Mitzeichner aufgeschlüsselt nach Region.
Eine weitere Reaktion auf das Gesetzesvorhaben war die Gründung des Arbeitskreises gegen Internetsperren und Zensur, der Internetsperren nicht als effektive Maßnahme zur Bekämpfung von Kindesmissbrauch, sondern Symbolpolitik kritisierte und versuchte, die Arbeit der Sperrgegner zu koordinieren. Eine Aktion des Arbeitskreises gegen den im Internet dokumentierten Kindesmissbrauch anhand der lancierten europäischen Sperrlisten konnte seiner Ansicht nach belegen, dass die Abschaltung der trotz Sperrung immer noch zugänglichen Webauftritte, sofern sie diese Dokumentationen zum Inhalt hatten, auch im Ausland problemlos möglich ist und nicht länger als die Übermittlung einer Sperrliste dauert.
Die zum damaligen Zeitpunkt noch wenig bekannte Piratenpartei Deutschland steigerte durch ihren Protest gegen das Gesetz ihren Bekanntheitsgrad deutlich und erzielte unter anderem als Folge davon ihre ersten Erfolge bei Wahlen.
Die Kritik von Fachpresse, Juristen, Missbrauchsopfern, Opposition, Bürgerrechtlern, Vereinen und Organisationen wie dem Chaos Computer Club sah in dem Vorhaben eine populistische Wahlkampftaktik mit einer unseriösen Argumentation, die Kinderpornografie nicht bekämpfe, aber ein Instrument zur allgemeinen Zensur im Internet aufbaue. Kritiker beklagen zudem die Unterstellung des damaligen Bundeswirtschaftsministers Karl-Theodor zu Guttenberg, sie würden die Verbreitung von kinderpornografischem Material unterstützen. Sie sahen sich durch die Äußerung zu Guttenbergs in den Befürchtungen bestätigt, dass ihre Bedenken von der Regierung ignoriert und Politiker mit geringen Kenntnissen reflexartig über Netzpolitik entscheiden würden.
In der ersten Lesung im Bundestag wurde bezweifelt, ob dem Bund die notwendige Kompetenz zur Gesetzgebung zustehe, da Medienrecht und auch polizeiliche Gefahrenabwehr nach der Kompetenzordnung des Grundgesetzes zwischen Bund und Ländern den Ländern obliegen und daher ihnen die Gesetzgebung zustünde. Im Rahmen des Jugendschutzes existierten gesetzliche Regelungen im Landesrecht und auch entsprechende gemeinsame Einrichtungen der Länder, die bereits über die gesetzliche Befugnis verfügten, das Löschen von Webseiten in Deutschland anzuordnen. Da gesetzliche Befugnisse zum Löschen von Webseiten außerhalb von Deutschland, wie im allgemeinen Rahmen der Bekämpfung der Internetkriminalität, nicht bestanden, wurde eine internationale Kooperation angestrebt.
Der Gesetzentwurf beinhaltete nach Ansicht der Kritiker einen Eingriff in vier Grundrechte:
1. Fernmeldegeheimnis
2. Recht auf informationelle Selbstbestimmung
3. Informationsfreiheit
4. Berufsfreiheit (des Providers).

Die Wissenschaftlichen Dienste des Deutschen Bundestages hatten in einer Ausarbeitung das Vorhaben als verfassungsrechtlich bedenklich eingestuft: „Eine Sperrungsverfügung, welche zum Beispiel die Sperrung von IP-Adressen vorsieht, ist nur dann rechtmäßig, wenn sie auch verhältnismäßig ist. Das ist dann der Fall, […] wenn die Maßnahme zur Erreichung des Zieles geeignet, erforderlich und angemessen ist.“ – „Hält man sich das große Missbrauchspotenzial, das gerade bei zentralen technischen Filtersystemen besteht, und die Bedeutung der Kommunikationsfreiheit für eine freiheitliche Demokratie vor Augen, so muss diese Gefahr als besonders schwerwiegend angesehen werden.“

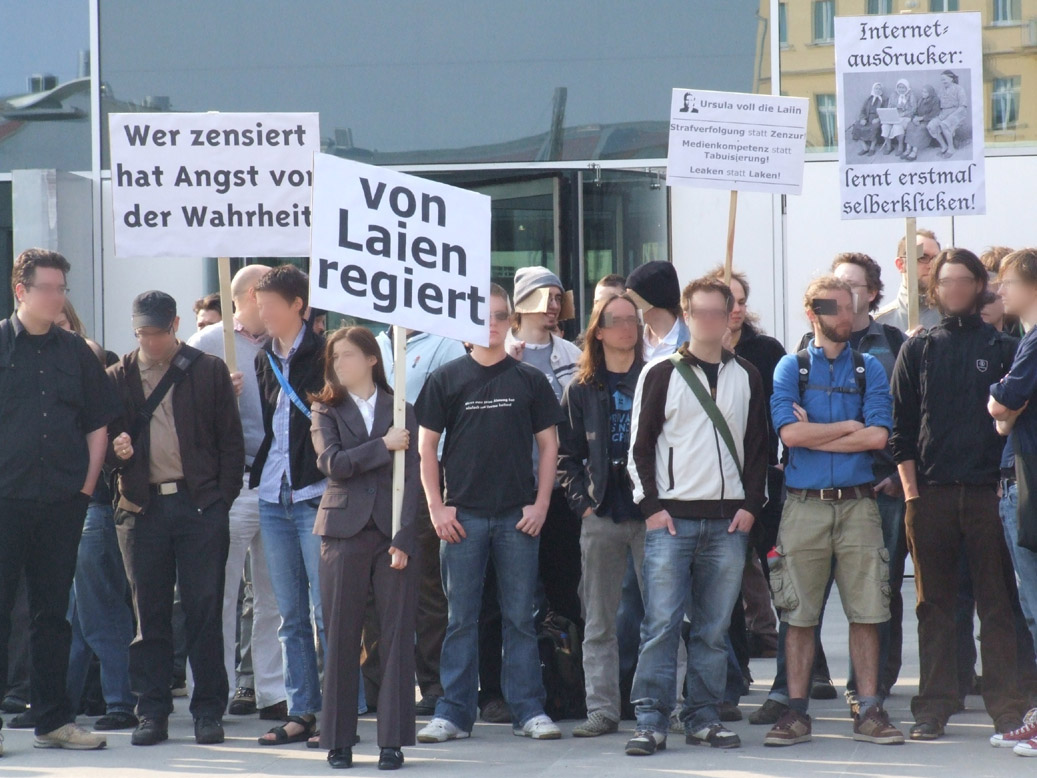
Demonstration gegen die Internetsperre gegen Kinderpornographie am 17. April 2009 vor dem Presse- und Besucherzentrum der Bundesregierung in Berlin

Bürgerrechtler kritisierten vor allem die dazu geschaffene Infrastruktur, welche eine Kontrolle unliebsamer Inhalte ermögliche, die erwogene „Echtzeitüberwachung“ und nicht vorhandene Zweckbindung. Mit Skepsis wurde dabei vor allem die nichtöffentliche Sperrliste des Bundeskriminalamts betrachtet, die von nicht näher bestimmten Polizeibeamten ohne juristische oder Gremienkontrolle erstellt werden sollte. Die Absicht, auch Seiten zu sperren, die auf eine an die Öffentlichkeit gelangte Sperrliste verlinken (beispielsweise WikiLeaks), hätte es dem Bundeskriminalamt ermöglicht, eine Überprüfung seiner Tätigkeit zu unterbinden.

Der neu gegründete Verein MOGiS e. V. (MissbrauchsOpfer Gegen InternetSperren) sah Missbrauchsopfer für eine Kampagne instrumentalisiert, durch die Missbrauch nicht bekämpft, sondern lediglich ignoriert würde. Der Verein Trotz Allem e. V. der versucht, an der gesellschaftlichen Enttabuisierung des Themas „Sexuelle Gewalt, sexueller Missbrauch“ mitzuwirken und Frauen unterstützt, die sexualisierte Gewalt in ihrer Kindheit erleben mussten, bezeichnete in einem offenen Brief die Sperrung von Webseiten als „Täterschutz“.
Seitens der Gegner des ursprünglichen Gesetzentwurfes wurde die Gefahr gesehen, dass Internetnutzer unwissentlich durch Abruf harmlos wirkender Domainnamen oder der weit verbreiteten Kurz-URLs auf gesperrte Websites weitergeleitet und somit als Verdächtige gemeldet würden, wenn sie keine Vorkehrungen zur Sicherung der Anonymität im Internet getroffen hätten. Ebenso stellte ihrer Ansicht nach Prefetching, das automatische Vorab-Laden von Inhalten durch den Browser, diesbezüglich ein Problem dar.
Kritisiert wurde das Vorhaben auch in einem Dokument des Bundesverbands Informationswirtschaft, Telekommunikation und neue Medien, worin dieser grundsätzlich Bereitschaft zum Einsatz technischer Mechanismen zur Erschwerung des Zugangs zu entsprechenden Inhalten im World Wide Web auf rechtlich sicherer Grundlage erklärte und Änderungen am Gesetzesentwurf forderte. „Mit Sorge und tiefgreifender Skepsis bewerten wir daher die schon in der Vergangenheit geführte und jetzt im Zuge der zu Kinderpornografie stattfinden [sic!] Diskussion noch stärker aufkommenden weiter reichenden Ansprüche und Begehrlichkeiten. Konsequent zu Ende gedacht, würden diese die Internet Service Provider (ISP; also alle Diensteanbieter, die Zugang zum Datennetz anbieten) in eine Überwacherrolle drängen, die konträr zur neutralen Natur der erbrachten Dienstleistung und damit auch konträr zu grundlegenden rechtlichen Wertungen ist“.
Als weitere Fachgesellschaft wendete sich die Gesellschaft für Informatik gegen das Vorhaben.
Umstritten war zudem die Ernsthaftigkeit des Vorgehens, da laut einer statistischen Auswertung der Filterlisten aus der Schweiz, Dänemark, Finnland und Schweden über 96 Prozent der dort gesperrten Seiten in westlichen Staaten wie Australien, Kanada, den Niederlanden und der USA gehostet gewesen seien. Auch das BKA bestätigte Anfang Juni 2009 der SPD-Bundestagsfraktion, dass kinderpornografische Inhalte bevorzugt in Staaten „mit intensiv ausgebauter Internet-Infrastruktur“ gespeichert wurden, speziell in den USA, in Deutschland, in den Niederlanden und in Kanada. Diese hätten demzufolge mittels polizeilicher Kooperation effektiv entfernt und die Betreiber jener Seiten mit kinderpornografischen Inhalten strafrechtlich belangt werden können. Statt effektiv gegen dokumentierte Straftaten vorzugehen, hätte die DNS-Sperre lediglich den Zugang geringfügig erschwert. Zudem seien die Voraussetzungen, mit denen Ursula von der Leyen für die Sperrung warb, zweifelhaft gewesen, da die vorgeblich millionenschwere Kinderpornografie-Industrie tatsächlich nicht existiert hätte, weswegen der Nutzen der Sperrung, und damit die Verhältnismäßigkeit in Bezug auf das verfassungsmäßige Recht auf freie Informationen, infrage gestellt wurde.
Eine Auswertung der BKA-Statistik für den Januar 2011 ergab, dass insgesamt Mitteilungen zu 143 Seiten ins Ausland versandt wurden, wobei 81 % der Seiten in drei Staaten lagen (33 % USA, 33 % Russland, 15 % Kanada). Nach einer Woche waren 68 % der Inhalte gelöscht, nach zwei Wochen und Mahnungen an die ausländischen Behörden 93 % gelöscht und nach vier Wochen 99 %. In den zuvor bekannt gewordenen BKA-Evaluationen waren nur die wesentlich geringeren Löscherfolge angegeben, die innerhalb eines „Überprüfungsintervalls“ von einer Woche erzielt wurden.

## Erfahrungen außerhalb Deutschlands
Seit mehreren Jahren werden bereits Sperrungen gegen Kinderpornografie im Internet praktiziert, darunter in Norwegen, Dänemark, Schweden, Finnland, den Niederlanden, Italien, Großbritannien, der Schweiz, Neuseeland, Südkorea, Kanada und Taiwan. In Italien und Finnland geschieht dieses auf gesetzlicher Grundlage; in den skandinavischen Ländern wurden verbindliche Vereinbarungen mit den Zugangsanbietern getroffen; in den USA existiert eine freiwillige Selbstverpflichtung.
Im US-Staat Pennsylvania wurde im September 2004 das Internet Child Pornography Law für verfassungswidrig erklärt, da unter anderem die erheblichen Kollateralschäden gegen den 1. Verfassungszusatz verstoßen würden.
Laut Begründung zum Gesetzentwurf des Bundesministerium für Wirtschaft und Technologie wären täglich Zehntausende von Zugriffen auf kinderpornografische Angebote verhindert worden. In Norwegen täglich etwa 15.000 bis 18.000 Zugriffe und in Schweden täglich etwa 50.000. Allerdings gibt Michael Rotert, der Vorstandsvorsitzende des Verbands der deutschen Internetwirtschaft zu bedenken: „Der größte Teil dieser Klicks, die dort gezählt werden, sind die vielen Suchmaschinen“. Der Chef der Polizeiermittlungsgruppe gegen Kinderpornografie und Kindesmisshandlung in Stockholm, Björn Sellström, stellt zudem fest: „Unsere Sperrmaßnahmen tragen leider nicht dazu bei, die Produktion von Webpornografie zu vermindern“.
Die Polizei in Norwegen erhält über die gesperrten Seiten eine anonymisierte Logdatei der beteiligten Provider über jene Fälle, in denen die Stopp-Seite angezeigt wurde. Dies sei hilfreich, um anderen Webdomänen auf die Spur zu kommen, die auf Kinderpornographie verlinken.
Laut Bundesverband Informationswirtschaft, Telekommunikation und neue Medien „dürfte ein Fazit dieser Zahlen sein, dass offenbar auch abseits abgeschlossener Räume in Newsgroups und abseits von Peer-to-Peer-Systemen entsprechende Inhalte konsumiert werden, mithin neben einem harten Kern kriminell organisiert agierender Konsumenten kinderpornografische Inhalte auch von ‚Gelegenheitskonsumenten‘ abgerufen werden“. Ein Teil der so erfassten Abrufe entstünde, indem Nutzer bei der Suche nach einfacher Pornografie oder gänzlich anderen Inhalten unbeabsichtigt auf Seiten mit kinderpornografischen Inhalten gelangen. Dies ist nach Informationen des Bundesverbandes ein Grund, weshalb in Skandinavien von einer Verwendung der anfallenden Informationen für Strafverfolgungszwecke bewusst abgesehen wird.
Die Sperrlisten von Schweden, Dänemark, Finnland, Norwegen, Italien, Australien und Thailand wurden trotz strenger Geheimhaltung bei WikiLeaks veröffentlicht.
Darin sei zu sehen, dass auch zahlreiche Seiten zensiert werden, auf denen keine kinderpornografischen Inhalte angeboten werden. Laut Jyrki Kasvi, einem Abgeordneten der Partei Grüner Bund im finnischen Parlament, seien beispielsweise in Finnland auch Seiten mit politischem Material gesperrt worden. Eine polizeiliche Zentralstelle in Skandinavien geht laut Angaben des Bundeskriminalamtes davon aus, dass die Sperrlisten nicht durch einen Bruch der Vertraulichkeit an die Öffentlichkeit gelangten, sondern durch rückwärtige Generierung rekonstruiert wurden (vergleiche hierzu auch Streisand-Effekt).